# 베아 알론소
베아 알론조(Bea Alonzo, 1987년 10월 17일 ~ )는 필리핀의 배우, 가수, 모델, 사회자이다.

## 출연 작품
- 귀신 상담사 (2018)
- 퍼스트 러브 (2018)
- 세컨 챈스 (2015)
- 쉬즈 더 원 (2013)
- 포 시스터즈 앤 어 웨딩 (2013)
- 미스트리스 (2012)
- 원 모어 찬스 (2007)